# Aniptodera fusiformis
Aniptodera fusiformis är en svampart som beskrevs av Shearer 1989. Aniptodera fusiformis ingår i släktet Aniptodera och familjen Halosphaeriaceae.   Inga underarter finns listade i Catalogue of Life.